# Austroagalloides wrighti
Austroagalloides wrighti  (лат.) — вид прыгающих насекомых рода Austroagalloides из семейства цикадок (Cicadellidae). Эндемики Австралии (известен только с юго-восточных окраин штата Южная Австралия). Длина 7 мм, ширина большой головы — 3,5 мм. Желтовато-коричневые с чёрными отметинами. Скутеллюм с бороздками. Встречаются на деревьях и кустарниках. Цилиндрической формы цикадки; голова короткая, округлённая. Макросетальная формула задних бёдер равна 2+0. Глаза крупные, так что голова вместе с глазами выглядит шире пронотума.